# La Mesnière
La Mesnière település Franciaországban, Orne megyében. Lakosainak száma 277 fő (2022. január 1.). La Mesnière Bures, Bazoches-sur-Hoëne, Boëcé, Buré, Coulimer, Coulonges-sur-Sarthe, Courgeoût és Saint-Quentin-de-Blavou községekkel határos.

## Népesség
A település népességének változása:
| Lakosok száma | 319  | 297  | 292  | 286  | 285  | 281  | 279  | 278  | 277  |
|               | 2013 | 2015 | 2016 | 2017 | 2018 | 2019 | 2020 | 2021 | 2022 |